# Louis Adamic
Louis Adamic (en esloveno Alojz Adamič) (23 de marzo de 1899-4 de septiembre de 1951) fue un escritor y traductor esloveno y estadounidense.

## Biografía
Adamic nació en el castillo Praproče en Blato, cerca de Grosuplje, en la actual Eslovenia. Su familia era campesina. En 1909 entró a la escuela primaria en Liubliana. Poco después integró un grupo político clandestino de estudiantes asociado al Movimiento Nacionalista Yugoslavo, el cual acababa de surgir en las provincias meridionales del Imperio austrohúngaro. Tras una sangrienta manifestación en noviembre de 1913 fue brevemente encarcelado y expulsado de la escuela; además se le prohibió inscribirse en cualquier institución educativa oficial. Aunque fue admitido en el colegio jesuita de Liubliana, según él mismo, por ese entonces ya había decidido no continuar sus estudios y emigrar a Estados Unidos, aunque no supiese cómo hacerlo.
Así, en 1913 emigró a una comunidad pesquera croaciana en San Pedro (California) y, en 1918, adquirió la nacionalidad estadounidense. Durante la Primera Guerra Mundial peleó en el Frente Occidental y tras ella trabajó como periodista y escritor profesional.
En 1932 recibió una beca Guggenheim y dos años más tarde alcanzó la fama en los Estados Unidos con su libro, The Native's Return, una severa crítica al gobierno del rey Alejandro I de Yugoslavia y una proyección del socialismo en Norteamérica. En 1940 fue nombrado editor de la revista Common Ground.
Durante la Segunda Guerra Mundial apoyó a los partisanos yugoslavos así como la fundación de la República Federal Socialista de Yugoslavia. En 1949 fue elegido miembro de la Academia Eslovena de Ciencias y Artes.
El 4 de septiembre de 1951 fue hallado muerto en su casa de Milford, Nueva Jersey. Aunque se presume que murió por su propia mano, también se ha barajado la posibilidad de que haya sido asesinado por razones políticas.

## Obras
- Dynamit: Príbeh triednych násilností v Amerike (Dinamita: la historia de la violencia de clase en Estados Unidos) (1931).
- Smiech v džungli (Riendo en la selva) (1932).
- Rodákov návrat (El regreso del nativo) (1934).
- Vnuci (Nietos) (1935).
- Kolíska života (La cuna de la vida) (1936).
- Moja Amerika (Mi "América") (1938).
- Večera v Bielom dome (Cena en la Casa Blanca) (1946).
- Orol a korene (El águila y la raíz) (1950).